# Enrique Irazoqui
Enrique Irazoqui, född 5 juli 1944 i Barcelona, död 16 september 2020, var en spansk skådespelare, son till en spansk far och italiensk mor. Han är bäst känd för sin roll som Kristus i Matteusevangeliet.

## Filmografi
- 1964 - Matteusevangeliet
- 1966 - Noche de vino tinto
- 1967 - Dante no es únicamente severo
- 2008 - A la Soledad